# Banisilan
Banisilan è una municipalità di terza classe delle Filippine, situata nella Provincia di Cotabato, nella Regione del Soccsksargen.
Banisilan è formata da 20 baranggay:
- Banisilan Poblacion
- Busaon
- Capayangan
- Carugmanan
- Gastay
- Kalawaig
- Kiaring
- Malagap
- Malinao
- Miguel Macasarte
- Pantar
- Paradise
- Pinamulaan
- Poblacion II
- Puting-bato
- Solama
- Thailand
- Tinimbacan
- Tumbao-Camalig
- Wadya